# Alfonso II de Aragón
Alfonso II de Aragón apodado «el Casto» o «el Trovador» (Huesca, 1-25 de marzo de 1157-Perpiñán, 25 de abril de 1196), fue rey de Aragón y conde de Barcelona desde la muerte de su padre Ramón Berenguer IV, conde de Barcelona y princeps de Aragón, el 6 de agosto de 1162, aunque es objeto de debate cuándo fue plenamente rey de Aragón. Desde 1166 fue también marqués de Provenza.
Según Joan-Ferran Cabestany, «la política de Alfonso el Casto fue justamente un último intento, nos parece, de conseguir un nuevo hinterland en la Provenza, y dominar así toda la zona geográfica que separaba las dos grandes estructuras estatales que se perfilaban, Castilla y Francia. Es decir, la realización de un Estado pirenaico». Una valoración con la que coincide Jordi Ventura. Por otro lado, Cabestany también ha destacado que fue el primer soberano de la Corona de Aragón que se intituló rey de Aragón y conde de Barcelona. Por su parte Jordi Ventura ha señalado que «de todas las numerosas obras que el rey Alfonso llevó a cabo, hay una que perdura como ninguna. Y son todos aquellos pueblos y aquellas villas de Aragón y de Cataluña que se fundaron durante los treinta y cuatro años de su reinado».
Incorporó a sus dominios el Condado de Rosellón, las tierras occitanas de Provenza y el Condado de Pallars Jussá. Firmó con su sobrino, el rey castellano Alfonso VIII, el tratado de Cazola en 1179, pero años más tarde y mediante el tratado de Huesca (1191), se alió con los monarcas de León, Portugal y Navarra contra la hegemonía castellana.
Su corte se convirtió en el punto de reunión de los trovadores que acudían desde todos los puntos de ambos lados de los Pirineos, tanto de Occitania como de Cataluña. Uno de ellos recordó su época como un «temps joiós» ('tiempo gozoso'). «Su reinado y el de su hijo Pedro coinciden, efectivamente, de 1162 a 1213, con el apogeo de la poesía cortesana de expresión provenzal». Él mismo se ejercitó en la poesía provenzal intercambiando escritos con importantes trovadores de la época, como Giraut de Bornelh.

## Cambio de nombre
Como ya señaló en 1960 Joan-Ferran Cabestany el «cambio de nombre del rey» es una «cuestión que ha suscitado apasionadas controversias, muchas de ellas de cariz escasamente científico». Este mismo historiador explica que en el testamento sacramental de Ramón Berenguer, fechado en 1162, se refiere al filio suo majori Raymundo ('su hijo primogénito Ramón'), mientras que la donación de su viuda Petronila de dos años después dice: dilecto filio meo Ildefonso, regi aragonensi et comiti barchinonensi, qui in testamento eiusdem viri mei vocaris Raimundo ('mi amado hijo Alfonso, Rey de Aragón y Conde de Barcelona, que en el testamento de mi esposo se llama Ramón'). Sin embargo, según Antonio Ubieto Arteta, desde su nacimiento fue designado indistintamente por los dos nombres, Ramón y Alfonso, aunque en el Acuerdo de Serón de Nágima de 1158 el nombre que aparece es el de Ramón. Pero lo cierto es que como rey todos los documentos los firmó con el nombre de Alfonso.
El cronista aragonés Jerónimo Zurita, citado por Cabestany, explicó que el cambio de nombre fue una decisión de Petronila: «que quiso la reyna que el infante su hijo dexare el nombre de Ramón, que havía tenido todo el tiempo que vivió su padre, y de allí adelante se llamare Alfonso». Luis Suárez Fernández considera que su propósito fue hacer honor a Alfonso el Batallador, tío de Petronila, y señalar así la continuidad dinástica. Esta interpretación también la han propuesto otros historiadores.
Por su parte Jordi Ventura lo ha relacionado con el hecho de que iba a ser conde y rey a la vez, «extraña combinación legal que los contemporáneos resolvieron dando la natural preeminencia al título de rey —la expresión conde-rey es de creación moderna—», lo que «debió quizás motivar el cambio de nombre del pequeño infante», «prenda de poco precio a cambio de la herencia de su batallador tío abuelo».

## Debate historiográfico: ¿Cuándo fue plenamente rey de Aragón?
Los dos primeros documentos en que aparece su firma están fechados el 1 de septiembre de 1162, solo veintisiete días después de la muerte de su padre Ramón Berenguer IV, conde de Barcelona y princeps de Aragón, quien en su testamento sacramental le había legado, como hijo primogénito suyo, el condado de Barcelona y el reino de Aragón. En estos dos documentos confirmaba los fueros de Zaragoza y los fueros de Calatayud y poco después firmaba también la confirmación de los fueros de la villa de Alcañiz, que su padre había otorgado en 1157. En estos tres primeros documentos se intitulaba «rey de Aragón, de Sobrarbe y Ribagorza», sin que apareciera el título de «conde de Barcelona» —Jordi Ventura lo achaca a que «las noticias que habían llegado de la muerte de su padre eran únicamente oficiosas [había muerto lejos de la península], sin que se conociera todavía el reparto de los estados que había hecho entre sus hijos»—.
La primera vez en que firmó como rey de Aragón y conde de Barcelona fue el 27 de septiembre, cincuenta días después de la muerte de su padre. El documento es un pacto de alianza y amistad con Fernando II de León firmado en Ágreda cuya finalidad era atacar al reino de Navarra. Las negociaciones del conocido como Tratado de Ágreda las debió comenzar Ramón Berenguer IV y estaba firmado por delegación de los dos monarcas, ya que es probable que ninguno estuviera presente —conviene recordar que Alfonso solo tenía cinco años de edad—.

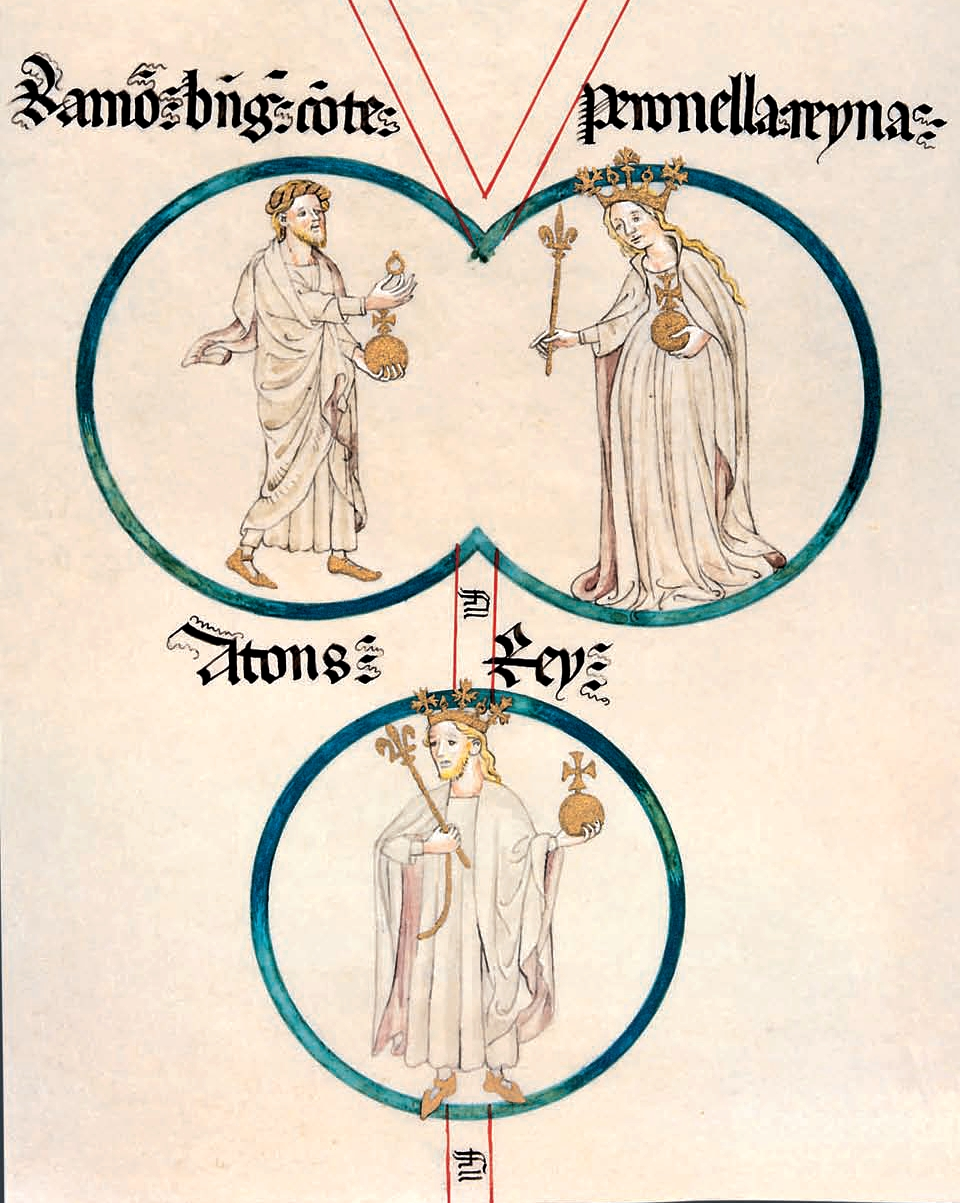
Genealogía elaborada en tiempos de Martín I el Humano (1396-1410) en la que aparece Ramon Berenguer IV (Ramon Berenguer: comte), portando el orbe, que ofrece el anillo a su esposa Petronila (Peronella: reyna) representada con atributos reales (corona, cetro y orbe), al igual que el hijo de ambos y sucesor, Alfonso (Afons: rey).

Dos semanas después, el 11 de octubre, se reunió en Huesca una asamblea de prelados y barones aragoneses y catalanes, convocada por Petronila, para dar a conocer públicamente el testamento sacramental de Ramón Berenguer. En él dejaba a su segundo hijo varón Pere, el futuro Ramón Berenguer IV de Provenza, el condado de Cerdaña y los derechos sobre el vizcondado de Narbona y el vizcondado de Carcasona, reconociéndose vasallo del primogénito, y al tercero, Sancho le asignaba el papel de posible heredero de sus otros dos hermanos si morían sin descendencia. A su esposa Petronila el condado de Besalú y el castillo de Ribas, para que viviera allí —«lo que no debió gustarle», según Jordi Ventura—. En el acta de la asamblea aparecen un total de 43 firmas (signa) y entre ellas la de Petronila. Anaïs Waag ha destacado que Petronila es la única que además valida el documento con su confirmación. En su signum se lee: «Signum Petronila, reina de Aragón y condesa de Barcelona, mujer del dicho conde, que [esto] apruebo y confirmo y corroboro con mi propia mano». Waag interpreta este hecho como una prueba de que Petronila «tuvo un papel crucial en la validación de esta sucesión» (de Ramón Berenguer por su hijo primogénito) al trono aragonés. En la asamblea también se dio a conocer que en el testamento el rey Enrique II de Inglaterra había sido designado como tutor de todos sus hijos. A continuación, al igual que hicieran su abuelo Ramiro II y su padre Ramón Berenguer IV, viajó por el reino de Aragón para recibir el juramento de fidelidad de los vasallos de dicho reino. Ese mismo mes de octubre también otorgó la carta puebla de Pintano.

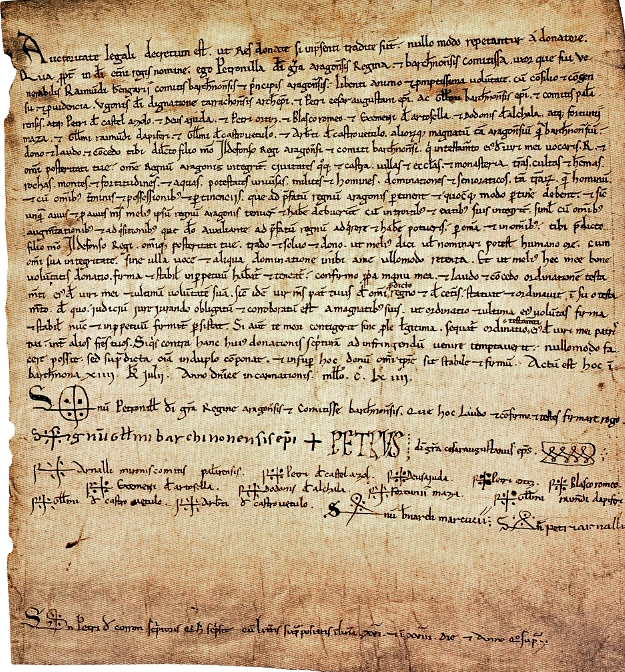
Petronila, «aragonensis regina et barchinonensis comitissa» (reina de Aragón y condesa de Barcelona) abdica en 1164 en su hijo Alfonso el reino íntegro.

En febrero de 1163 Alfonso y su madre marcharon a Cataluña y el día 23 era jurado como conde de Barcelona. Por esas mismas fechas otorgó la carta puebla de Montblanch y en ese documento aparece también la firma de Petronila —en todo el reinado de Alfonso solo existe otro documento, fechado en 1168, en que se puede encontrar el signum de Petronila—. El 18 de junio del año siguiente, a punto de cumplirse los dos años de la muerte de Ramón Berenguer, Petronila en una asamblea celebrada en Barcelona hizo donación formal a su hijo primogénito del reino de Aragón. Según Jordi Ventura lo hizo aconsejada (y presionada) por los «los nobles aragoneses y catalanes a la vez, pero sobre todo por los aragoneses». Por su parte Percy Ernst Schramm ha señalado que la donación de Petronila de 1164 «por razones legales, no habría sido necesaria, ya que su marido había dejado su reino directamente a los hijos y a ella solo le había asignado la viudedad... Es evidente que los aragoneses lo aprovecharon para dejar asentado el hecho de que, desde que Ramiro II volvió al monasterio, la soberana de Aragón había sido Petronila, y por eso ella, y no su marido, traspasaba el reino al hijo».
Esto último es lo que sostiene una parte de la historiografía: Alfonso solo tuvo el dominio jurídico pleno del reino a partir de la donación de su madre en junio de 1164. Siguiendo la teoría del casamiento en casa de Antonio Ubieto Arteta, algunos historiadores y genealogistas, como Benito Vicente de Cuéllar, niegan incluso el derecho de Ramón Berenguer a ceder el reino de Aragón a su hijo porque él era únicamente el «administrador» de la Casa, «regente del Reino», «del que seguía siendo señor, padre y rey, Ramiro II, hasta que murió el 16 de agosto de 1157. Luego su hija Doña Petronila sería la reina titular hasta que el 18 de junio de 1164 renunció en favor de su hijo Alfonso II».

Signum regis (firma real) de Alfonso II. Es el mismo signum que el empleado por su tío abuelo Alfonso I el Batallador —que a su vez era el mismo que el utilizado por el hermano de este Pedro I de Aragón—. Se ha discutido si el uso del mismo signum fue una idea de Petronila o de los magnates de Aragón, como reconocimiento a la memoria del Batallador.

Por el contrario otro sector de la historiografía sí que le reconoce a Ramón Berenguer IV el derecho de ceder el reino de Aragón a su hijo primogénito, como resultado de la «donación» que le había hecho Ramiro II de su hija Petronila y del reino de Aragón en los capítulos matrimoniales acordados en Barbastro en 1137, insistiendo además en el hecho de que Alfonso ostentó el título de rey de Aragón a partir de septiembre de 1162 y no a partir de junio de 1164 y de que, según el derecho sucesorio aragonés, las mujeres no podían reinar. Por su parte, Joan-Ferran Cabestany, ha señalado que «lo que podemos excluir sin ninguna duda es la idea de la herencia total a través de la hija de Ramiro» y plantea que «Ramon Berenguer fuera el heredero legal y territorial y Petronila la heredera dinástica», con lo que el reinado comenzaría «legalmente» tras la jura como conde de Barcelona el 24 de febrero de 1163 y después de la «renuncia de su madre, el 18 de junio de 1164», a la que siguió la jura como rey en Zaragoza el 11 de noviembre del mismo año. Una posición similar es la que parece sostener Hilda Grassotti cuando afirma que «Alfonso II recibió de su padre el reino de Aragón y el condado de Barcelona (1162), en concepto de honor, y de su madre el dominio de la tierra y el principado, es decir, el regnum (1164)».

## Minoría de edad (1162-1174)

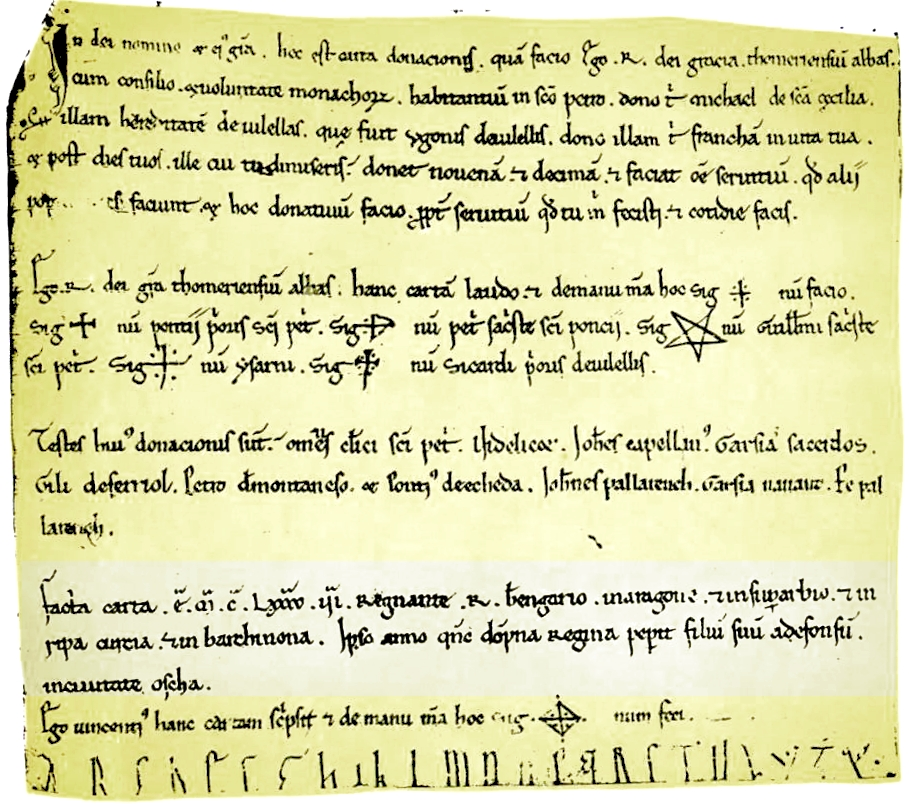
Documento en el que en el lugar de la datación (párrafo sombreado) se dice: Facta carta era Mª. Cª. LXXXXª. VIª., regnante Raimundo Berengario in Aragone et in Superarbio [Sobrarbe] et in Ripacurcia [Ribagorza] et in Barchinona
.ipso anno quando dompna regina peperit filium suum Adefonsum.
in civitate Oscha. Antonio Ubieto Arteta lo ha aportado como la prueba que demostraría que Alfonso habría nacido en Huesca entre el 1 y el 25 de marzo de 1157. Sin embargo, Jordi Ventura ha cuestionado esta interpretación, alegando que Huesca tal vez sea el lugar de datación del documento, ya que existe un punto entre Adefonsum y la frase del otro renglón in civitate Osca.

En su testamento sacramental Ramón Berenguer nombró tutor de sus hijos al rey de Inglaterra Enrique II  pero no especificó quien había de gobernar durante la minoría de edad de su primogénito, de cinco años de edad. Según la Gesta comitum barchinonensium quien ejerció la regencia durante los dos primeros años fue Ramón Berenguer III de Provenza, sobrino de Ramón Berenguer («lo qual comte R. Berenguer governà los ditos regne e comtats molt bé e profitosament II anys»: 'el cual conde R. Berenguer gobernó los dichos reino y condados muy bien y provechosamente dos años'). Sin embargo, según Joan-Ferran Cabestany, la tutela del conde de Provenza, como la de Enrique II, fue más bien honoraria y «en realidad la tutoría efectiva estaba en manos de la curia y de sus personajes más eminentes, es decir, Guillem Ramon de Montcada y Guillem Torroja. Son los que figuran en los documentos hasta las fechas de las muertes respectivas, 1173 y 1175». Por otro lado, Anaïs Waag ha afirmado que el documento fechado en febrero de 1163 en el que aparece el signum de Petronila como testigo, «podría sugerir que Petronila estuvo involucrada en la regencia de Alfonso, tal como afirmaba Zurita», durante los dos primeros años.
Sin embargo, Jordi Ventura ya descartó a Petronila como tutora tanto por su situación (tenía que hacerse cargo de cuatro hijos pequeños más) como por la «costumbre aragonesa», a lo que añadió «el interés que tuvieron los nobles aragoneses —y no los catalanes, subrayémoslo— en apartar a la reina madre Petronila de los asuntos de estado y a hacer que el pequeño rey se pusiese nominalmente al cargo del gobierno [todos los documentos fueron otorgados por él, y no por ningún consejo de regencia o tutor], mientras que los miembros de su corte, de todas las tierras de sus dominios o influencia, dirigían su política». En este grupo dirigente Jordi Ventura incluye también a Guillermo VII de Montpelier, que se habría ocupado de los asuntos occitanos.
Durante la minoría de edad se incorporó a los dominios de Alfonso el condado de Provenza, tras morir en 1166 su primo Ramon Berenguer III de Provenza durante el sitio de la ciudad rebelde de Niza y no dejar descendencia masculina (Alfonso adoptó el título de marqués de Provenza). Para consolidar la hegemonía de la Casa de Barcelona sobre Occitania frente a la amenaza del condado de Tolosa se consiguió el apoyo de los Señores de Baux, así como de los señores de Nimes, de Béziers, de Carcasona, de Bigorra, de Foix y de Bearne. También se llegó a un pacto con la República de Génova, por lo que el conde Ramón V de Tolosa «ya no podía, ni por tierra ni por mar, intentar apoderarse de Provenza». Alfonso regresó a la península y dejó a su hermano Pere al frente del condado de Provenza, quien cambió de nombre para llamarse Ramon Berenguer, como símbolo de la continuidad dinástica —como por su edad aún no podía hacerse cargo del gobierno del condado se nombró procurador de Provenza, al hermano de Guillermo VII de Montpelier, Guiu Guerrejat—.

Los territorios peninsulares de Ramón Berenguer IV cuando murió en 1162.

En cuanto a la política peninsular, se inició con el Tratado de Ágreda de septiembre de 1162 con Fernando II de León para atacar conjuntamente el reino de Navarra que dio paso a la firma de una tregua en Sangüesa con Sancho VI de Navarra. A partir de ese año de 1168 se completó la conquista de la Cataluña Nueva, con la ayuda de las Órdenes Militares y de pobladores catalanes, y en la parte de Aragón se ocupó la Matarraña y se pobló, entre otras localidades, Calaceite, Beceite y Valderrobles. En septiembre de 1169 se alcanzó Cantavieja y después se ocuparon las macizos montañosos de Montalbán y Aliaga. Al año siguiente se conquistó Caspe y la comarca de Teruel, donde se reconstruyó esta ciudad. Paralelamente el noble navarro Pedro Ruiz de Azagra, autorizado por los reyes de Navarra y de Aragón (por el pacto de Sangüesa de 1168), conquistó Albarracín. Sin embargo, Ruiz de Azagra se proclamó señor de Albarracín y no reconoció la soberanía del rey de Aragón, lo que «obstaculizó la natural expansión del reino aragonés hacia el sur».
Por otro lado, tras haber alcanzado la paz con Navarra en 1168 se llevaron a cabo una serie de incursiones fronterizas en Castilla, pero su escaso éxito condujo a la Paz Perpetua de Sahagún de 1170, firmada con Alfonso VIII de Castilla. Allí también se acordó cumplir lo pactado por Ramón Berenguer IV y Alfonso VII, abuelo de Alfonso VIII, en el Tratado de Lérida de 1157, por el que el hijo primogénito del primero (recién nacido) contraería matrimonio con Sancha, hija del segundo (de dos años de edad).
En 1172 se realizó una incursión en la taifa de Valencia tras conocer que el 27 de marzo había muerto el famoso «rey Lobo», Muhámmad ibn Mardanís, a quien había sucedido su hijo Hilal, mientras que el gobierno de Valencia continuaba en manos del hermano del «rey Lobo» Yusuf. La numerosa hueste encabezada por Alfonso sitió Valencia y consiguió que Yusuf, a cambio de levantar el cerco, duplicara el tributo que venía pagando y se comprometiera a apoyar el ataque contra los musulmanes de la taifa de Murcia. Así el mes de mayo se sitió Játiva, que aparentemente pertenecía a Murcia, pero se tuvo que abandonar el asedio porque el rey Sancho de Navarra había invadido las fronteras aragonesas.

## Reinado (1174-1196)

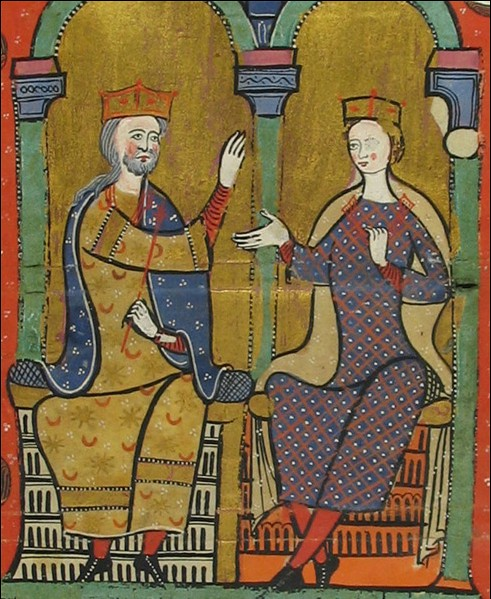
Alfonso con su esposa Sancha de Castilla.

El fin de la minoría de edad, a los dieciséis años, la selló con su boda en Zaragoza con Sancha de Castilla el 18 de enero de 1174. Además, con ello fue armado caballero y pudo actuar al frente de su reino sin la tutoría de los magnates que la habían ejercido desde 1162. Pocos meses antes habían muerto la reina Petronila y uno de sus «tutores», el senescal, Guillem Ramon de Montcada, ya casi octogenario.

### Política occitana
Para seguir dominando la Provenza Alfonso tuvo que combatir al conde Ramón V de Tolosa hasta que a principios de 1176 concertó la Paz de Tarascón con este. En el tratado se estableció que, a cambio del pago de treinta mil marcos de plata, el conde de Tolosa renunciaba a sus pretensiones sobre el condado de Provenza y sobre el condado de Gévaudan y los vizcondados de Millau y de Carlat. En cuanto al resto de los dominios en litigio se acordó mantener el statu quo. Poco después Alfonso, acompañado de sus dos hermanos, marchó a Niza para someterla definitivamente —no se había olvidado que diez años antes había muerto en el sitio de la ciudad Ramón Berenguer III de Provenza—. Los cónsules de la ciudad salieron a su encuentro y le propusieron un pacto que Alfonso aceptó. A cambio del pago de un fuerte tributo y de un censo anual, así como del cumplimiento del servicio de cabalgada cada vez que el rey lo requiriera, toleraría el consulado de Niza y su privilegio de impartir justicia tanto en las causas criminales como en las civiles.

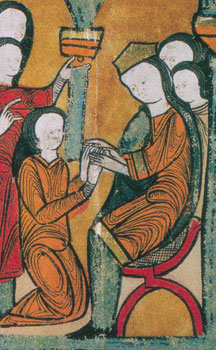
Alfonso recibe el homenaje de María de Bearn. Liber feudorum maior.

La parte occidental de los Pirineos en la segunda mitad del.

Un año antes, en 1175, había suscrito con los habitantes del valle de Arán un tratado de Amparanza (de amparo), por el que Alfonso se convertía en su protector (frente al intento de anexión por parte del conde de Cominges) y a cambio los araneses pagarían un censo anual. A continuación donó el valle al conde de Bigorra, con la condición de que tanto él como sus sucesores fueran para siempre vasallos de la Corona de Aragón. Como ha señalado Jordi Ventura, «Bigorra ya hacía tiempo que había entrado dentro de las miras aragonesas, en tiempos de Alfonso el Batallador. Ahora su descendiente lo había sabido dominar, en base del Valle de Arán, un activo que demostraría ser precioso en la historia de los Pirineos».
En 1178, asentado el dominio de la Provenza, tomó la decisión de anular el vasallaje de Provenza hacia el emperador Federico Barbarroja, admitido en 1162 por Ramón Berenguer III de Provenza en la asamblea imperial de Turín. Así, al acto de coronación de Federico como rey de Borgoña asistió Ramón V de Tolosa pero no Alfonso ni su hermano Ramón Berenguer IV de Provenza. Por otro lado, durante la crisis de la Santa Sede, el rey Alfonso apoyó de forma inequívoca al papa Alejandro III en contra de los antipapas promovidos por la facción imperial.[cita requerida]

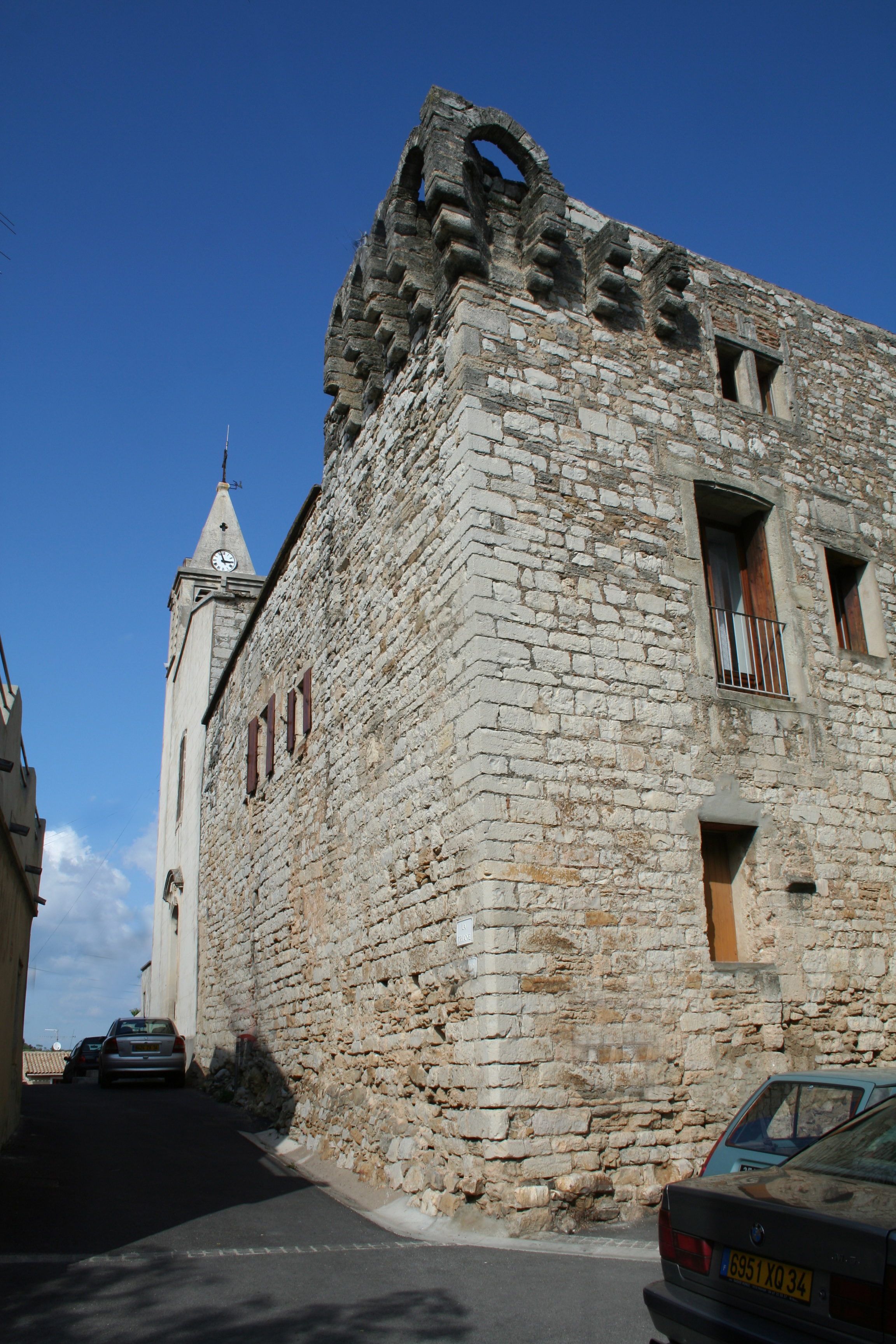
Castillo de Murviel, donde se había refugiado el asesino de Ramón Berenguer IV de Provenza. Fue cercado y arrasado en junio de 1181 por sus dos hermanos. Los residentes que pudieron apresar fueron pasados a cuchillo.

En abril de 1181 Ramón Berenguer IV de Provenza cayó víctima de una emboscada cerca Montpellier perpetrada por el señor de Murviel aliado del conde de Tolosa. Alfonso acudió inmediatamente y nombró como nuevo conde de Provenza —Ramón Berenguer IV había muerto sin descendencia— a su otro hermano Sancho. Juntos fueron a vengar el asesinato y en junio cercaron y arrasaron el castillo de Murviel, degollando a todos los residentes que pudieron apresar.
En la ofensiva que emprendió a partir de entonces contra el conde de Tolosa, Alfonso contó con la alianza del rey Enrique de Inglaterra, duque de Aquitania por su matrimonio con Leonor de Aquitania, y con el apoyo de la mayoría de los trovadores —«los verdaderos periodistas de la época medieval en Occitania y en Cataluña», los llama Jordi Ventura—, incluyendo los más conocidos como Peire Vidal y Folquet de Marsella. Muy pocos —entre ellos Bertran de Born— se pusieron del lado del conde de Tolosa. Un enviado del rey de Francia le escribió: «Solo encuentro villas consumidas por el fuego y casas arruinadas; los peligros que me envuelven me hacen siempre presente la imagen de la muerte».

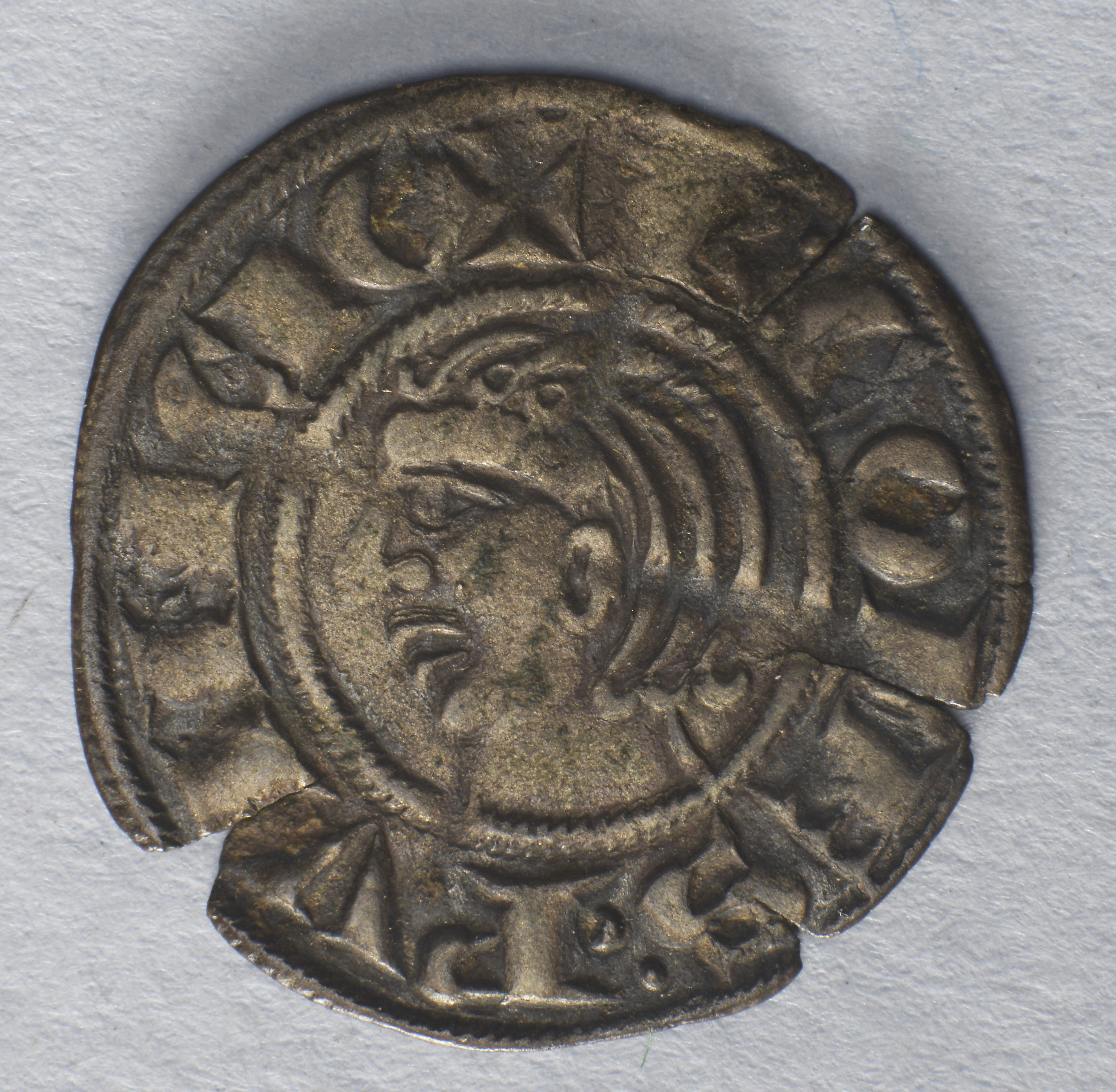
Moneda acuñada en el condado de Provenza con la efigie de Alfonso.

A principios de 1185, en plena guerra con el condado de Tolosa, Alfonso destituyó a su hermano Sancho como conde Provenza y retomó la plena soberanía del mismo. Aunque se han debatido las causas, parece que lo hizo porque Sancho pretendió independizarse para lo que formalizó un pacto, sin el consentimiento (ni el conocimiento) de Alfonso, con la República de Génova, tratado refrendado por el conde de Tolosa y por el conde de Forcalquier, los dos mayores enemigos del rey de Aragón. Para recobrar el dominio de Occitania Alfonso se vio obligado a poner fin a las hostilidades con el conde de Tolosa y a firmar un pacto en términos similares a lo acordado en el Tratado de Tarascón de nueve años antes. También es probable que tuviera que pagar a los genoveses para que no atacaran los puertos provenzales —Marsella, agradecida a Alfonso, acuñó monedas con su efigie—.
Su hermano Sancho no recibió un castigo demasiado duro y conservó el condado de Cerdaña, aunque en la Gesta comitum barchinonensium se dice que «nunca lo quiso y nunca volvió a darle una porción de su reino». En cuanto al condado de Provenza, decidió cederlo en vida a su hijo segundo Alfonso, aunque como solo contaba con cinco años de edad el gobierno efectivo lo ejerció el conde de Foix con el cargo de procurador. Y enseguida se propuso recuperar el terreno perdido y en abril se reunió en Najac con el príncipe inglés Ricardo, a quien su padre el rey Enrique le había cedido el ducado de Aquitania, llegando a un acuerdo para unir sus fuerzas contra el conde de Tolosa. Así, cuando este sitió Carcasona tuvo que levantar el cerco para hacer frente a un ejército anglo-aquitano que había invadido su condado, causando una enorme destrucción. El siguiente paso que dio Alfonso para aislar al conde de Tolosa fue dar un giro completo a la política que había llevado con la República de Génova y pactó con sus cónsules un tratado de amistad, negociado en su nombre por el conde de Foix, en su calidad de procurador de Provenza.
La situación se complicó aún más para Ramón V de Tolosa cuando en 1188, aprovechando la coyuntura favorable de la guerra con el duque de Aquitania Ricardo, triunfó en la capital una revolución política encabezada por los patricios de la ciudad apoyados por el obispo con el propósito de recortar sus poderes, algunos de los cuales pasarían a los cónsules. Ramon V no tuvo más remedio que firmar dos tratados en enero del año siguiente que así lo reconocían. Pero en el verano de ese año, 1189, se inició un periodo de tranquilidad cuando Ricardo, que acababa de suceder a su padre como rey de Inglaterra, marchó junto con el rey Felipe Augusto de Francia a la Cruzada a Tierra Santa, seguidos de una multitud de nobles y caballeros.
Entre finales de 1192 y principios de 1193 se supo que el rey Ricardo de Inglaterra, y duque de Aquitania, a su vuelta de la fracasada cruzada a Tierra Santa había sido apresado por Enrique VI del Sacro Imperio Romano Germánico, y que este lo había liberado poco después, haciéndole «donación» a continuación del «reino de Provenza», que teóricamente pertenecía al Sacro Imperio Romano Germánico. Según Jordi Ventura era su forma de hacer patente su indignación por «la poca importancia que el rey Alfonso le daba por sus derechos a la Provenza». Alfonso, por su parte, hizo poco caso de aquella «donación», aunque para asegurar su posición en Provenza acordó los esponsales de su hijo Alfonso, conde de Provenza, con Garsenda de Sabran, heredera del condado de Forcalquier. Y a finales de 1194 moría su gran rival por el dominio de Occitania, el conde Ramón V de Tolosa, a quien sucedió su hijo Ramón VI.

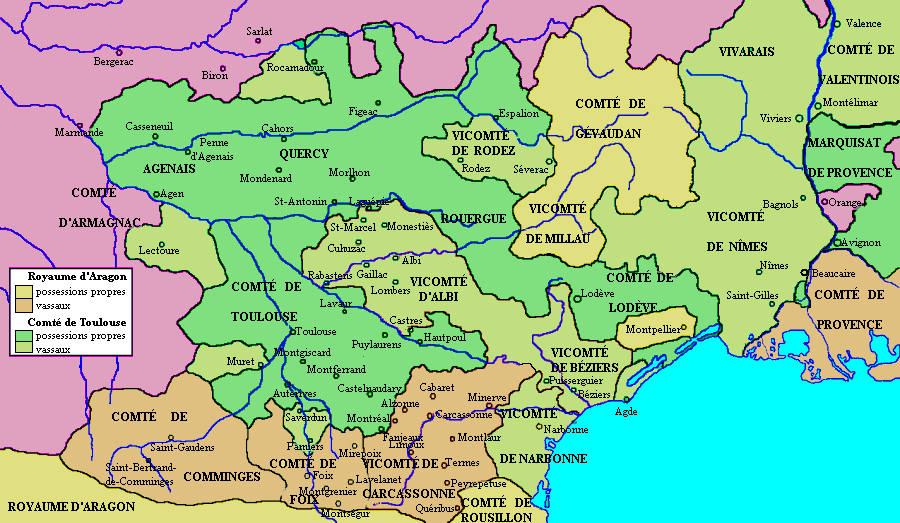
Mapa de Occitania en el, diferenciando las posesiones de Ramón V de Tolosa de las del Alfonso el Casto.

Como ha señalado José María Salrach, «la política de alianzas iniciada por Ramón Berenguer IV, parece que dio sus frutos, cuando, de un modo u otro, su hijo Alfonso el Casto llegó a reinar sobre una gran parte del sur de Francia: fue soberano directo de Provenza, Millau, Gévaudan y Roergue; actuó como soberano indirecto (por lazos feudales) de los condados Rasez, Carlat, Foix y Bigorra y de los vizcondados de Nimes, Béziers, Carcasona y Bearne; y finalmente se convritió en protector del señorío de Montpellier». Prueba de ello fue que en julio de 1191 consiguió que su hermanastro bastardo Berenguer, entonces obispo de Lérida y abad de Montearagón, fuera nombrado arzobispo de Narbona, la sede más importante de la Iglesia en Occitania.
Cuando murió separó los dominios occitanos de los peninsulares al legar a su hijo primogénito Pedro Aragón y Cataluña y al segundo Alfonso los condados de Provenza y de Gévaudan y el vizcondado de Millau, aunque «Pedro el Católico (1196-1213) siguió la misma política de expansión ultrapirenaica llevada a cabo por sus predecesores y consiguió que nuevos magnates ultrapirenaicos le jurasen fidelidad... Él mismo casó con María de Montpellier, incorporando este señorío a la Corona de Aragóns».

### Política peninsular

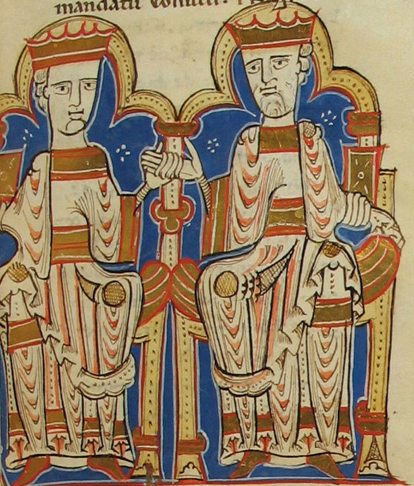
Miniatura de Alfonso junto con el rey Alfonso VIII de Castilla.

En 1177 llevó a cabo una acción mancomunada con Alfonso VIII de Castilla para conquistar la plaza fuerte musulmana de Cuenca, que quedó integrada en el reino de Castilla. A cambio Alfonso consiguió del rey castellano la renuncia al vasallaje por el regnum Caesaraugustanum, que se había visto obligado a hacer su abuelo Ramiro II de Aragón y que su padre Ramón Berenguer IV había continuado, aunque reduciendo su alcance.

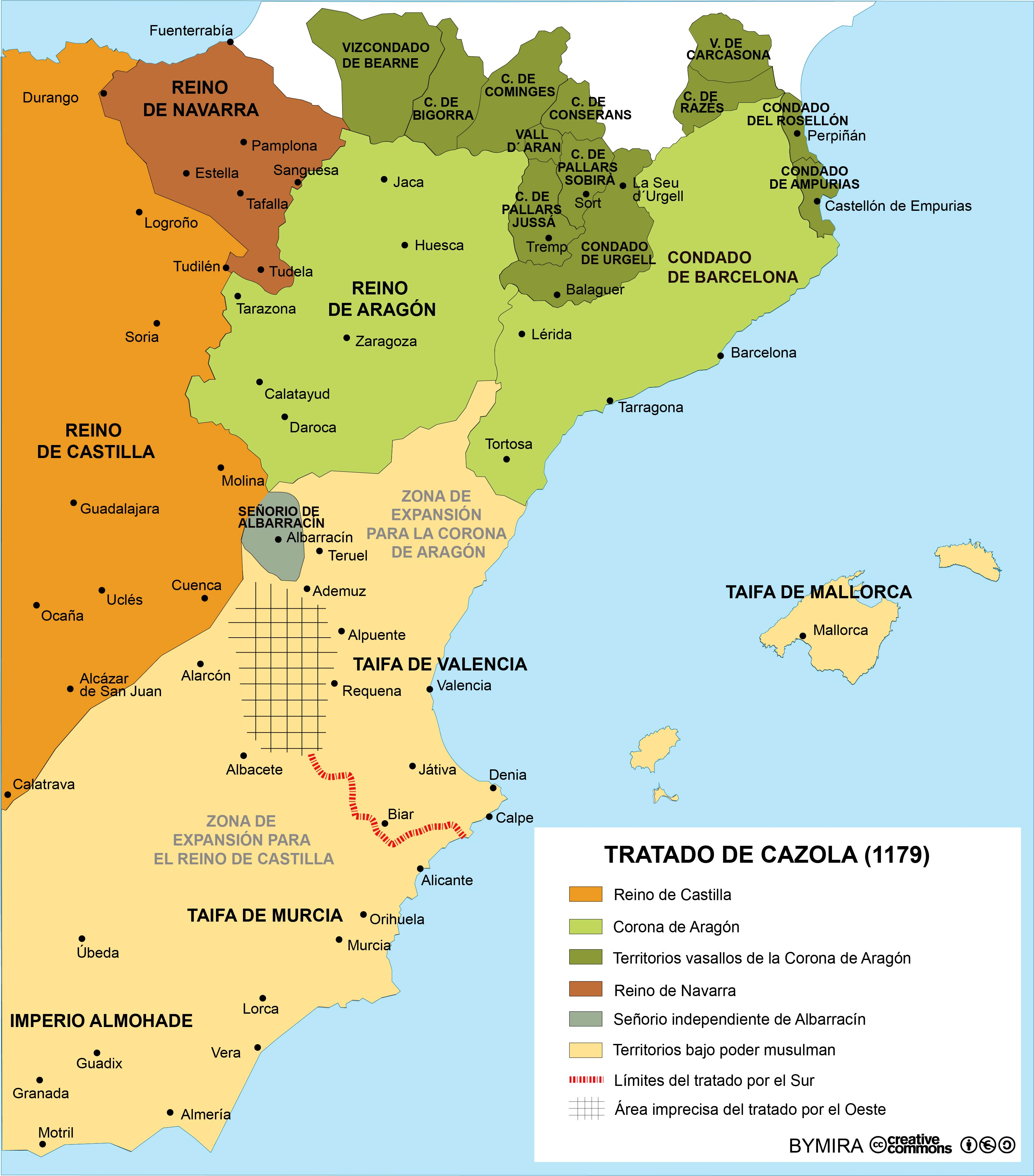
Mapa del Tratado de Cazola de 1179

La renuncia de Alfonso VIII al vasallaje por Zaragoza quedó sancionada en el Tratado de Cazola de marzo 1179, pero Alfonso el Casto tuvo que ceder su derecho a conquistar la taifa de Murcia reconocido en el Tratado de Tudilén de 1151 firmado por su padre Ramón Berenguer IV y el rey castellano-leonés Alfonso VII de León, abuelo de Alfonso VIII. Las taifa de Valencia y de Denia le siguieron correspondiendo a él, conquista que llevaría a cabo su nieto Jaime en el siglo siguiente. La renuncia a Murcia le mereció un juicio muy negativo al historiador catalán Ferran Soldevila, citado por José María Salrach, ya que lo consideró «un grave error político y un retroceso respecto al pacto de Tudilén... En Cazola, Alfonso el Casto, más preocupado por la política occitana que por la peninsular, vendió los derechos catalano-aragoneses sobre Murcia a un precio irrisorio: el señorío feudal castellano sobre Zaragoza que era una hipoteca más moral o formal que efectiva». Un juicio negativo que no es compartido por Jordi Ventura que ha rechazado la tesis de Soldevila de que el vasallaje por Zaragoza era «puramente nominal» por lo que ha considerado que «bien valía la pena de librarse de la más mínima sombra de vasallaje de cara al rey castellano... Mientras quedase Valencia, había campo a recorrer». Por otro lado, Alfonso el Casto no renunció a las parias que le debía como vasallo el rey musulmán de Murcia y llevó a cabo una incursión para obligarle a pagarlas.

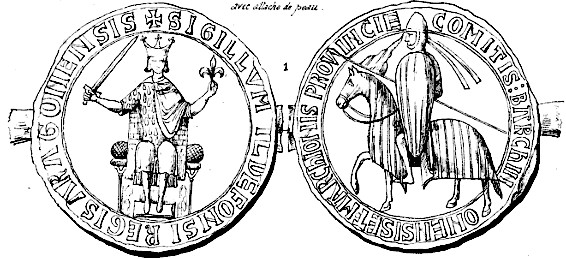
Anverso (Ildefonsi regis aragonensis) y reverso (comitis barchinonensis et marchionis provincie) del sello de Alfonso.

En 1190 Alfonso abandonó su alianza con Alfonso VIII y formó otra al año siguiente, conocida como Liga de Huesca por el lugar donde se firmó, con Sancho VI de Navarra, Alfonso IX de León y Sancho I de Portugal, lo que dejaba completamente aislado al monarca castellano. La respuesta de este no se hizo esperar y comenzó a hostigar las fronteras con Aragón. Sin embargo, la invasión almohade los unió a todos frene al enemigo común, sobre todo después de la derrota castellana en la batalla de Alarcos (1195).

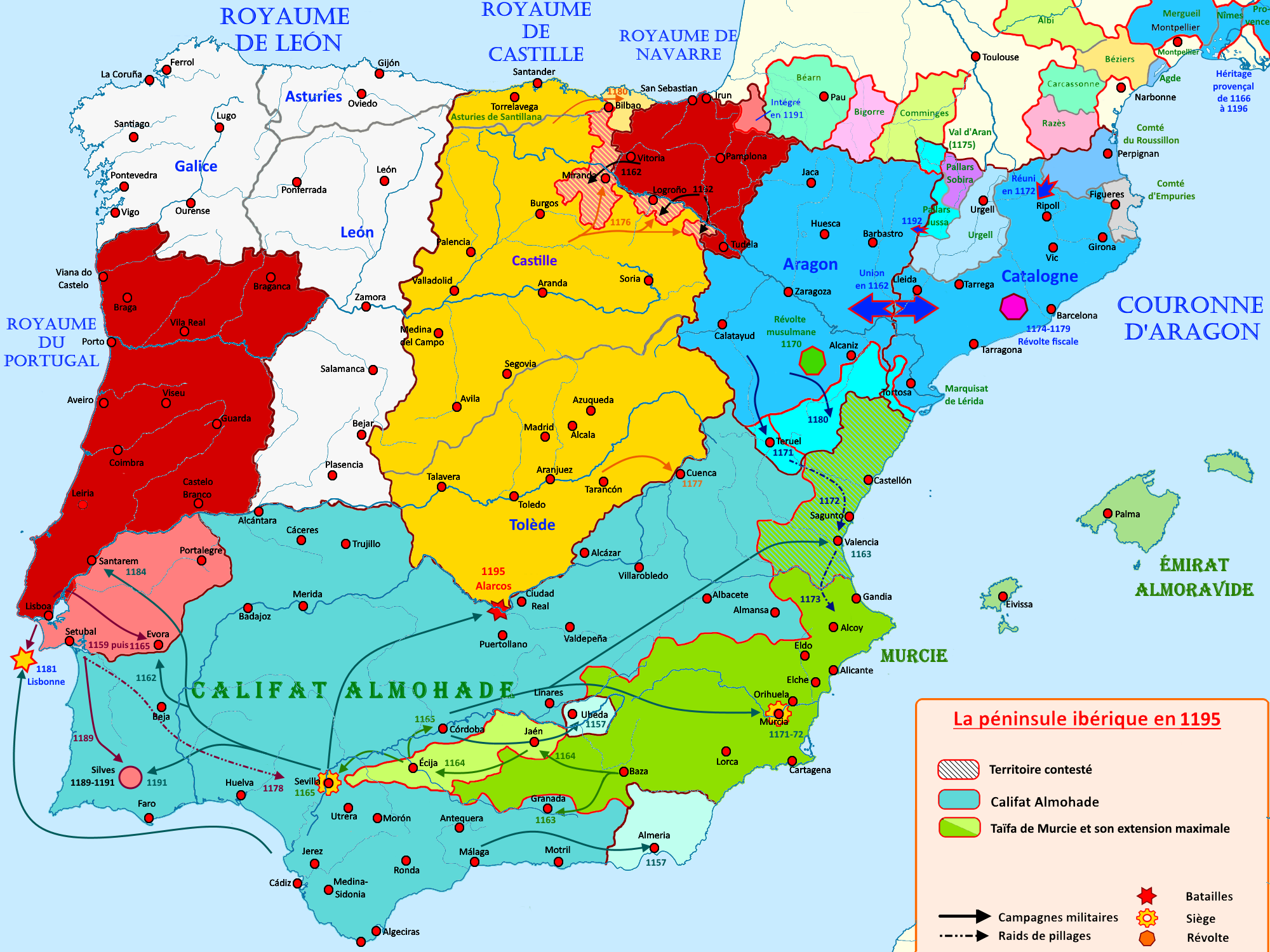
La península ibérica al morir Alfonso

La expansión almohade causó una gran alarma en la Cristiandad y el papa Celestino III se dirigió uno por uno a los reyes cristianos peninsulares exhortándoles a que combatieran juntos a los «infieles» y ofreciendo las mismas gracias espirituales que a los cruzados que iban a Tierra Santa. La iniciativa la tomó Alfonso en agosto de 1195 cuando decidió emprender el peregrinaje a Santiago de Compostela e ir entrevistándose uno por uno con el resto de los monarcas. En el tramo final le acompañó Alfonso IX de León y tras su estancia en Compostela se dirigió al sur para encontrarse en Coimbra con el rey Sancho I de Portugal. A principios de 1196, de vuelta a sus dominios patrimoniales, fue cuando se reunió con Alfonso VIII de Castilla y con Sancho VII de Navarra, que había sucedido a su padre Sancho VI en 1194. Poco después, el 25 de abril, moría Alfonso en Perpiñán, a la edad de treinta y nueve años. Hubo que esperar a 1212 para que los almohades fueran derrotados en la decisiva batalla de las Navas de Tolosa por Alfonso VIII de Castilla, Sancho VII de Navarra y Pedro el Católico, hijo y sucesor de Alfonso.

#### Unificación de los condados catalanes bajo la soberanía del rey de Aragón y conde de Barcelona

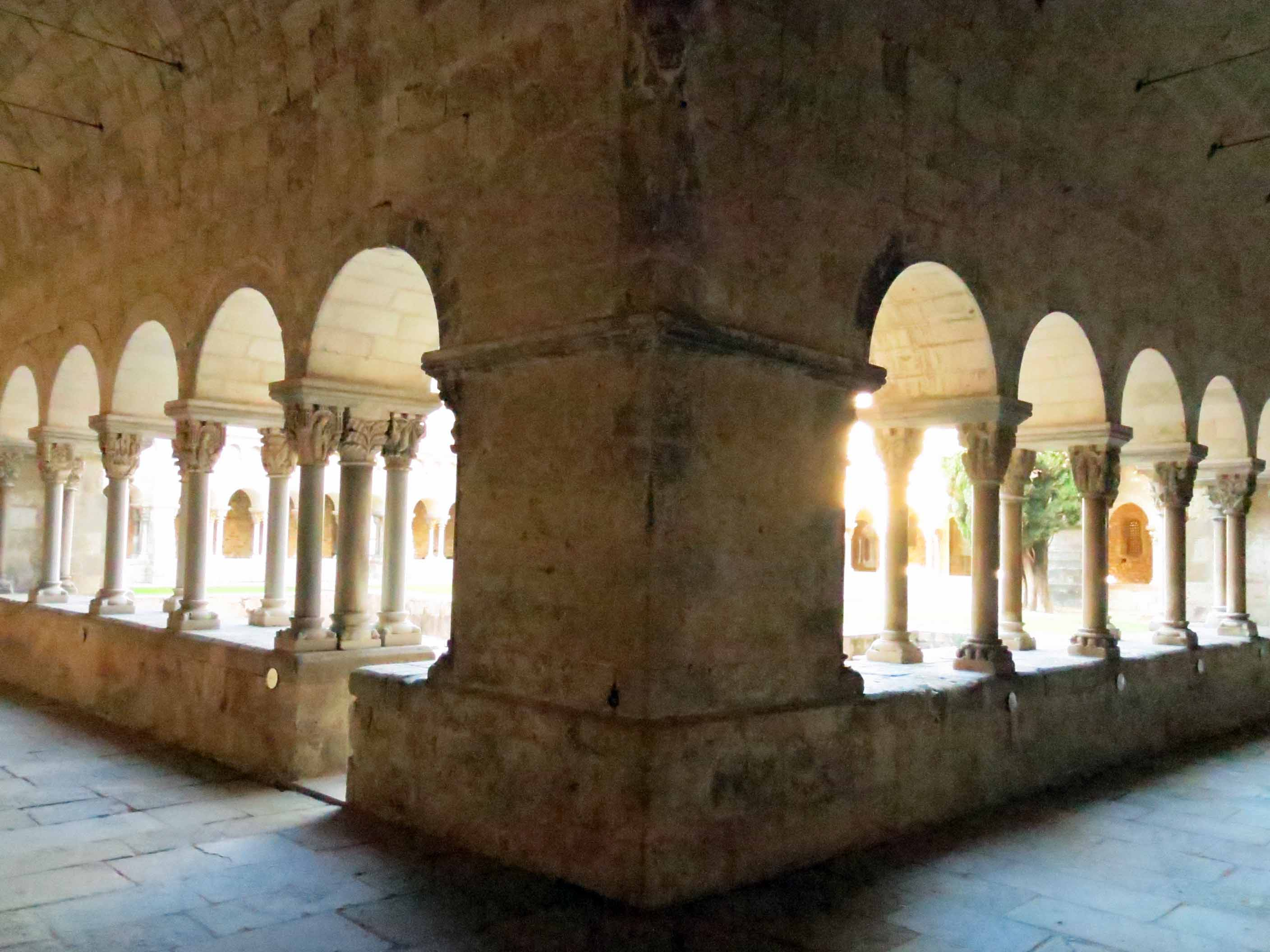
Claustro románico del Monasterio de Sant Cugat del Vallés, construido durante el reinado de Alfonso. Los capiteles fueron obra de Arnau Gatell, que dejó su firma y su retrato en uno de ellos.

Durante el reinado de Alfonso II se consolidó la estructura jurídica y territorial de lo que sería el  Principado de Cataluña: se establecieron las veguerías como división comarcal, se definieron los límites del territorio en la asamblea de Paz y Tregua de 1173 como "de Salses a Tortosa y Lérida" (a Salsis usque ad Dertusam et Ilerda), y promovió la elaboración de los inventarios de los derechos condales (Liber feudorum maior, hacia 1194).

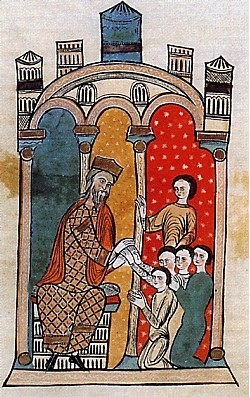
Alfonso recibiendo el homenaje de los burgueses de Perpiñán, capital del condado de Rosellón, según el Liber feudorum maior.

Durante su reinado incorporó a su dominio directo los condados catalanes de Rosellón, al morir en julio de 1172 sin hijos su conde Gerardo II, y de Pallars Jussá, al fallecer su conde Ramón V en 1177 sin descendencia masculina y haber sido nombrado por este en su testamento tutor de su hija y heredera Valença. Finalmente en 1192 fue incorporado al condado de Barcelona. En esa fecha, como ha señalado José María Salrach, «todas las tierras de Cataluña estaban sometidas directamente a la soberanía del conde de Barcelona y rey de Aragón, con la excepción de los condados de Pallars Sobirá, Urgel y Ampurias, los cuales estaban unidos a la casa de Barcelona por lazos indirectos, es decir, mediante vínculos feudales».
Un hecho muy significativo fue el cambio en el sistema de datación en los documentos del condado de Barcelona que hasta entonces se había indicado la fecha refiriéndose a los años de los reinados de los reyes franceses.

## Muerte y entierro en Poblet
Según la Gesta comitum barchinonensium «pres-lo febre» en Perpiñán y murió allí alejado de su familia el día 25 de abril de 1196. Tenía treinta y nueve años. En su testamento había dejado a su hijo primogénito Pedro Aragón y Cataluña —y los derechos de señorío sobre las tierras del Lenguadoc— y a su segundo hijo, Alfonso, el condado de Provenza y el condado de Gévaudan, el vizcondado de Millau y los derechos al señorío de Montpelier. Jordi Ventura ha intentado justificar la división de sus dominios entre sus dos hijos argumentando que «su hijo Alfonso de Provenza era el único que podía anular la espina de condado de Forcalquier, pues su heredero uniría Provenza y aquel condado. En cuanto a Milhau y Gavaldá, el tratado de 1185 ya nos daba a conocer que era la pieza clave del juego geopolítico para neutralizar a los condes de Tolosa, frente a la influencia de estos en el condado de Melguelh. Los derechos sobre Montpelier eran inseparables de esta situación». Pero Ventura finalmente reconoce que con esta decisión «deshizo la obra de su vida».
Al conocer la muerte de Alfonso el poeta occitano Aimeric de Peguilhan escribió:

En aquellh temps que'l reys morí N'Amfos...
ladonc cugei que fos morts pretz e dos,
si qu'ieu fui pres de laissar mas chansos.
En aquel tiempo que el rey Alfonso murió...
entonces pensé que habían muerto mérito y dones,
y estuve a punto de dejar mis canciones.

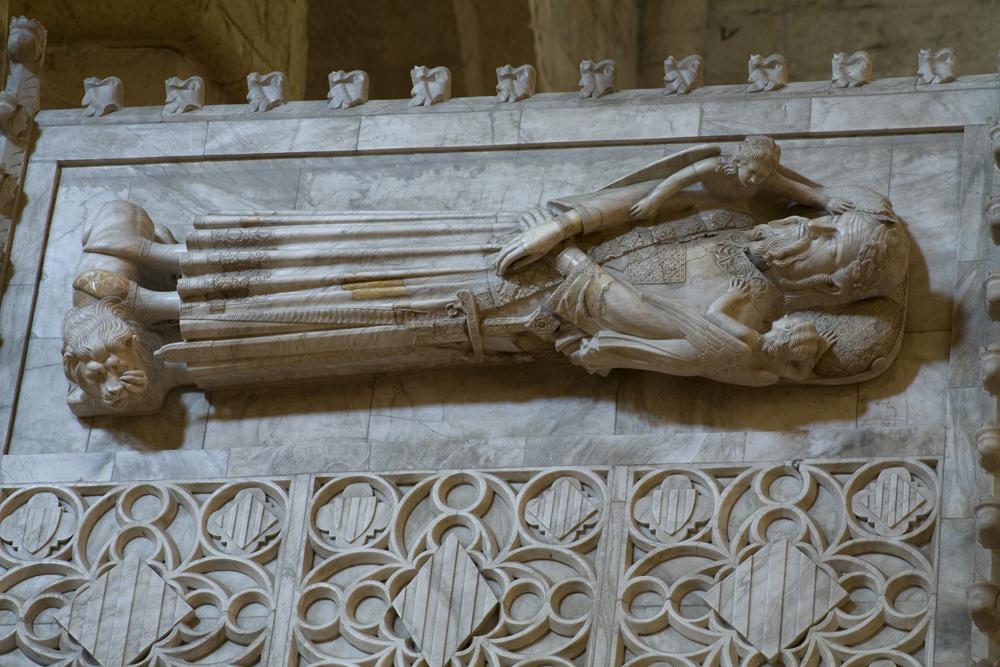
Tumba de Alfonso en el Monasterio de Poblet.

Para ser enterrado escogió el Monasterio de Poblet, fundado por su padre (aunque su sepulcro se encontraba en el Monasterio de Ripoll), y que a partir de entonces se convertiría en el panteón de los soberanos de la Corona de Aragón.  El lugar elegido fue la pared del presbiterio aunque tras la reforma del panteón real de Poblet impulsada por Pedro el Ceremonioso, el sepulcro quedó instalado en el primer arco del conjunto escultórico.

## Descendientes
El 18 de enero de 1174 se casó en la Catedral del Salvador de Zaragoza con Sancha de Castilla. De este matrimonio nacieron:
- Pedro el Católico (1178-1213), rey de Aragón, con el nombre de Pedro II y conde de Barcelona, con el nombre de Pedro I;
- Constanza (1179-1222), casada en 1198 con Emerico I de Hungría y en 1210 con Federico II Hohenstaufen, Sacro Emperador Romano Germánico, rey de Sicilia y rey de Jerusalén;
- Alfonso (1180-1209), conde de Provenza, con el nombre de Alfonso II;
- Leonor (1182-1226), casada en 1202 con Ramón VI de Tolosa:
- Sancha (1186-1241), casada en 1211 con Ramón VII de Tolosa;
- Sancho, muerto joven.
- Ramón Berenguer, muerto joven.
- Fernando (1190-1249), entró como monje cisterciense en el Monasterio de Poblet y en 1205 fue sacado de Poblet para convertirse en abad de Montearagón.[108]
- Dulce (1192-¿?), entró como monja en el Monasterio de Sijena, llegando a ser comendadora de la Orden de San Juan.[108]

## Sucesión
En su testamento, Alfonso II dispuso que, a su muerte, ocurrida en abril de 1196, sus territorios se repartieran entre sus dos hijos: Pedro, rey de Aragón y conde de Barcelona (1196-1213), y Alfonso, conde de Provenza, Millau y Gévaudan (1196-1209).
Con esta disposición testamentaria, además de dotar de un dominio a su hijo menor, el rey sancionó la necesidad de Provenza de disponer de un gobernador propio. En 1185, Alfonso II había nombrado conde de Provenza a su hijo Alfonso, menor de edad; por eso, el rey encargó el gobierno provenzal a procuradores, como Roger Bernardo I de Foix (1185-1188), Barral de Marsella (1188-1192) y Lope Jiménez.
| Predecesor: Ramón Berenguer IV Petronila de Aragón | Rey de Aragón Conde de Barcelona 1162-1196 | Sucesor: Pedro II               |
| Predecesor: Dulce I                                | Conde de Pallars Jussá 1192-1196           | Sucesor: Pedro II               |
| Predecesor: Gerardo II de Rosellón                 | Conde del Rosellón 1172-1185               | Sucesor: Sancho I               |
| Predecesor: Ramón Berenguer III de Provenza        | Conde de Provenza 1166-1196                | Sucesor: Alfonso II de Provenza |